# Lambertz Open by STAWAG 2005
Il Lambertz Open by STAWAG 2005 è stato un torneo di tennis facente parte della categoria ATP Challenger Series nell'ambito dell'ATP Challenger Series 2005. Il torneo si è giocato a Aquisgrana in Germania dal 31 ottobre al 6 novembre 2005 su campi in sintetico indoor.

## Vincitori

### Singolare
Evgenij Korolëv ha battuto in finale  Raemon Sluiter con il punteggio di 6–3, 7–6(7)

### Doppio
James Auckland /  Jamie Delgado hanno battuto in finale  Lars Burgsmüller /  Michael Kohlmann con il punteggio di 2–6, 7–5, 6–3